# Hanfried Ludloff
Hanfried Ludloff (richtiger Name: Johann Friedrich Ludloff; in den USA dann auch: John Frederick Ludloff und H. F. Ludloff) (* 14. August 1899 in Königsberg; † 9. August 1987 in Los Angeles) war deutsch-amerikanischer Physiker und Hochschullehrer.

## Leben

### Jugend, Kriegsdienst und Promotion
Hanfried Ludloff war das einzige Kind des Orthopäden Karl Ludloff und Margarete Litten (* 1877), einer Schwester von Fritz Litten. Seine frühe Kindheit verbrachte er in Königsberg. Später zog die Familie nach Breslau, wo der Vater eine Stelle als Honorarprofessor an der dortigen Universität erhalten hatte. Ludloff besuchte in Breslau das humanistische Johannesgymnasium. In dieser Zeit freundete er sich mit Karl Friedrich Bonhoeffer an, dessen Familie seit 1906 mit den Ludloffs verkehrte. Ab 1914 – der Vater hatte zwischenzeitlich einen Ruf an die neu gegründete Universität Frankfurt am Main erhalten – wechselte er auf das Goethe-Gymnasium in Frankfurt. Nach dem Abitur meldete sich Ludloff 1917 als Kriegsfreiwilliger und diente im 2. Nassauischen Feldartillerie-Regiment Nr. 63. Von Juni bis November 1918 nahm er in seiner Eigenschaft als Kanonier unter anderem an der Schlacht an der Aisne und an der Schlacht an der Marne teil. Nachdem Ludloff als Fähnrich aus der Armee entlassen worden war, studierte er ab 1919 Mathematik und Physik zunächst in Frankfurt. Er wechselte später an die Ludwig-Maximilians-Universität München und gehörte dort zum Umfeld von Arnold Sommerfeld, der ihn 1922 nach Göttingen zu Max Born weiterempfahl. 1924 promovierte Ludloff bei Ludwig Prandtl in Göttingen auf dem Gebiet der Hydrodynamik zum Thema Stabilitätsuntersuchungen der Wellenbewegung eines Systems rotierender Flüssigkeitsmassen.

### Assistentenzeit
Auf Betreiben Arnold Sommerfelds wurde der promovierte Ludloff 1924 Assistent bei Adolf Kratzer in Münster. Die dortige Zusammenarbeit erwies sich nach Angaben Kratzers als nicht fruchtbar und endete 1925 mit einer vorzeitigen Beendigung des Beschäftigungsverhältnisses durch Kratzer. Anschließend sei Ludloff nach München zurückgekehrt und habe dort bis zu seinem Wechsel nach Breslau ebenfalls als wissenschaftlicher Assistent gearbeitet. Ludloff selbst erwähnt in seinem Lebenslauf keine derartige Zäsur. Eine andere Quelle schreibt, dass er von 1924 bis 1933 Assistent in München war.
Von 1927 bis 1933 arbeitete er an der Universität Breslau bei Fritz Reiche, wobei er ab Anfang 1928 zum Mathematisch-Physikalischen Seminar der Universität gehörte. Im April 1931 stellte er seine Habilitation auf dem Gebiet der theoretischen Physik mit dem Titel Zur Frage der Nullpunkts-Entropie des festen Körpers vom Standpunkt der Quantenstatistik fertig und erhielt damit die universitäre Lehrberechtigung. Für einen Studienaufenthalt bei Werner Heisenberg konnte er über ein Stipendium der Notgemeinschaft der Deutschen Wissenschaft von 1932 bis 1933 nach Leipzig wechseln. Nach 1933 wurde Ludloff Assistent bei Erwin Fues an der Universität Breslau.

### Ausgrenzung
Wegen seiner jüdischen Abstammung mütterlicherseits machten die 1935 von den Nationalsozialisten erlassenen Nürnberger Gesetze ein weiteres berufliches Fortkommen Ludloffs unmöglich. Über den an der Universität Wien tätigen Chirurgen Anton von Eiselsberg, einen Kollegen seines Vaters Karl Ludloff, nahm Hanfried Ludloff Kontakt zu Hans Thirring auf. Er strebte einen Wechsel an die Universität Wien an, was sich als kompliziert herausstellte, da u. a. nach Aussage von Friedrich Kottler der heimische Nachwuchs unterstützt werden sollte. Unterstützung erhielt er dabei durch Empfehlungsschreiben von Max von Laue, Erwin Fues und den Einsatz von Dekan Egon Schweidler. Noch während seiner weiteren Tätigkeit bei Clemens Schaefer und Ludwig Bergmann in Breslau reichte er im März 1936 sein Habilitationsgesuch für Österreich mitsamt dem dafür benötigten positiven Gutachten von Hans Thirring an der dortigen Universität ein. Im April 1936 wurde das Habilitationsverfahren durch das Bundesministerium für Unterricht aufgrund fehlender Ausnahmegenehmigungen erst mal abgelehnt. Im Juni 1936 wurde ein Kommissionsbericht an das Bundesministerium geschickt, welcher der Habilitation zustimmte. Es folgten vom Bundesministerium positiv verlaufende Anfragen bei der Universität Breslau zur Person Ludloff. Anfang 1937 erfolgte dann durch eine Kommission aus u. a. Egon Schweidler, Felix Ehrenhaft, Friedrich Kottler, Adalbert Prey und Hans Thirring die Anerkennung der Habilitationsschrift mit der Empfehlung, das Kolloquium und den Probevortrag zu erlassen. Die anschließende Abstimmung hatte zum Ergebnis, dass zwar das Kolloquium erlassen wurde, aber ein Probevortrag gehalten werden musste. Im April 1937 erfolgte die Bestätigung der Habilitation durch das Bundesministerium und damit einhergehend die universitäre Lehrerlaubnis als Dozent für theoretische Physik.
Zwischenzeitlich war Ludloff als Halbjude aus der Deutschen Physikalischen Gesellschaft ausgeschlossen worden, der er bereits seit 1926 angehörte. Trotz einer Ende 1937 ausgestellten Empfehlung von Hans Thirring scheiterte durch den Anschluss Österreichs im März 1938 Ludloffs weiteres Bemühen, die Stelle eines Institutsbibliothekars zu übernehmen. Zudem erfolgte auf Erlass des österreichischen Unterrichtsministeriums im April 1938 die Aberkennung der Auszeichnung für seine Habilitationsschrift und der Entzug der Lehrbefugnis aus „wichtigen Gründen des öffentlichen Wohles“. Daraufhin kehrte Ludloff 1939 Österreich den Rücken und wanderte in die USA aus.

### Professur in Amerika
Im Jahr 1939 wurde Ludloff Postdoc-Fellow bei Hans Bethe an der Cornell University. Ab 1941 lehrte und forschte er am City College New York und ab 1943 als Assistent Professor für Physik und Aerodynamik an der Princeton University. Er wurde schließlich im September 1944 amerikanischer Staatsbürger. Von 1954 bis 1962 war er (unter dem Namen John Frederick Ludloff) als Assistent Professor für Physik an der State University of New York und wurde 1956 vom Associate Professor zum Professor of Aeronautical Engineering der New York University College of Engineering berufen.
Ab ca. 1950 führte er Arbeiten für die United States Air Force (1950 bis 1960: Tests für die Militärflotte in Maryland, 1955: Raketenforschungsprogramm in Kalifornien) durch. 1962 beendete er seine Lehrtätigkeit an der New York University und konzentrierte sich ganz auf die militärische Forschung. Er war im Anschluss bis zu seiner Pensionierung 1972 für die Navy auf dem Naval Missile Center, Point Mugu, tätig.

## Leistungen
Zum Anfang seiner Karriere wurde die wissenschaftliche Arbeit von Hanfried Ludloff kritisch bewertet. So äußerte sich Prandtl 1924 gegenüber Sommerfeld, dass er den damals frisch promovierten Ludloff „sympathisch“, aber für eine akademische Laufbahn als ungeeignet, empfinde. Die Vorteile Ludloffs lägen eher beim „wissenschaftlichen Rechnen“. Adolf Kratzer war von seiner Arbeit nicht sehr begeistert und beklagte sich in einem Brief an Sommerfeld über mangelnde Selbstständigkeit, der ihm antwortete, dass er Ludloff an ihn nach der oben zitierten Einschätzung von Prandtl quasi „abgeschoben“ habe. Fritz Reiche schreibt 1935 in seinem Gutachten für Ludloffs Wechsel an die Universität Wien, dass dieser „selbstständiges Denken mit gründlicher Sachkenntnis in glücklicher Weise verknüpft“. Seinen Freund Karl Friedrich Bonhoeffer gab Ludloff 1935 für den Wechsel an die Universität Wien als Referenz für seine Arbeit und Person an.
Ab 1928 forschte Ludloff auf dem Gebiet der Molekülbildung und der Bandenspektren. Er konnte dabei Zusammenhänge zwischen der Abschattierung der Banden und der Austauschentartung der Atome nachweisen. Er hatte festgestellt, dass Bandenspektren bei Verbindungen, die eine gerade Anzahl von Elektronen besitzen, nach rot (Beispiel H2) abschattieren, wohingegen bei ungerader Anzahl nach violett (Beispiel CN) abschattiert wird, und schlussfolgert daraus, dass die innere Bindung der Moleküle qualitativ ausschließlich von den äußeren Elektronen abhängt. Diese Betrachtung findet auch 1930 Eingang in das Handbuch der Astrophysik, Band III, zweite Hälfte, Grundlagen der Astrophysik.
1931 gab er in seiner Habilitation ein Beispiel für die Richtungsentartung von Atomen infolge ihrer Anordnung im Atomgitter anhand definierter Gitterterme und -termsystemen an. Er konnte nachweisen, dass es aufgrund der hochgradigen Entartungen der Atome im Gitter, die sich anhand der Gitterterme darstellen lassen, zu thermodynamisch veränderten Entropiewerten kommt. Bzgl. dieser Forschungsergebnisse geht Wolfgang Pauli davon aus, dass Ludloff bzgl. der mathematischen Betrachtung unsauber gearbeitet hat und Hans Bethe dies in seiner Arbeit korrigierte. Hans Bethe wird durch die Arbeiten von Ludloff maßgeblich inspiriert und stellt den Ausgangspunkt für den Bethe-Ansatz dar. Er weist aber auf eine Unschärfe in Ludloffs Arbeit durch die Annahme statt einer Berechnung der Eigenwerte hin.
Bei der Kommissionsabstimmung zum Habilitationsverfahren an der Universität Wien wird als Ergebnis Folgendes vermerkt (zwei Abstimmungen waren eigentlich unüblich, aber verdeutlichen den problematischen Fall):
- Persönliche Eignung mit 22 Zustimmungen, bei 14 Ablehnungen und 7 Enthaltungen
- Wissenschaftliche Eignung mit 22 Zustimmungen, bei 15 Ablehnungen und 6 Enthaltungen

Die Abstimmung zum anschließenden Probevortrag verlief mit 39 Zustimmungen, bei 9 Ablehnungen und 5 Enthaltungen erheblich positiver als die vorherige Abstimmung. Letztendlich wurde die Habilitation mit Auszeichnung abgeschlossen.
Gemeinsam mit seinem Freund Fritz Reiche forschte Ludloff von 1946 bis zu dessen Tod 1969 auf den Gebieten der Hydrodynamik und der Übertragung von elektrischen Wellen.
Hanfried Ludloff befasste sich in den USA mit der Untersuchung der Einflüsse von Ultraschall auf Materie und mit der Aerodynamik von Schallwellen. Dabei betrachtete er z. B. das Strömungs- und Reflexionsverhalten unterschiedlicher Oberflächen in Mikro- und Makrostruktur bei Schallwellen und beschrieb diese anhand von ermittelten Druck- und Dichtefeldern. Er konnte nachweisen, dass der reflektierte Schock sehr schwach ist, ein Windschatten in physikalischer Hinsicht bei einer Schallwelle existiert und die Beugung der Welle durch Formunterschiede der Aufprallfläche beeinflusst wird. Seine Arbeiten hierzu werden z. B. bei G. Ben-Dor und W. R. Sears zitiert.
Seine Arbeiten zur Aerodynamik von Schockwellen werden besonders in Bezug auf die Strömungseigenschaften und Belastungsbetrachtung von Tragflügeln zitiert. Eine ausführliche Einordnung seiner Arbeiten ist bei Srivastava zu finden.

## Auszeichnungen
- 1926–1937: Mitglied der Deutschen Physikalischen Gesellschaft
- Mitglied des American Institute of Aeronautics and Astronautics
- Mitglied der American Physical Society

## Schriften

### Buchbeiträge
- On Aerodynamics of Blasts. Advances in Applied Mechanics, Band 3, Academic Press, 1953, S. 109–144.

### Veröffentlichungen
- Über eine Gesetzmäßigkeit in der Abschattierung der Bandenspektren. Die Naturwissenschaften, 14. Jahrgang, Heft 44, Springer, 1926, S. 981–982.
- Zur Frage der Stabilität der Zyklonenwellen. Annalen der Physik, Volume 400, Issue 5, 1931, S. 615–648.
- Zur prinzipiellen Frage der Mehrfachheit des untersten Energiezustands. Zeitschrift für Physik, Band 68, Heft 7/8, 1931, S. 460–492.
- Optische Beugungserscheinungen an schwingenden Kristallen im reflektierten Licht. II. Theoretischer Teil, Sitzungsberichte der Preussischen Akademie der Wissenschaften, Akademie der Wissenschaften, 1936, S. 245.
- Ultrasonics and elasticity. The Journal of the Acoustical Society of America, 12, 1940, S. 193–197.
- Application of laser radar return to meteorological problems. Physics Letters A, Volume 28, Nr. 6, 1968, S. 452–453.
- Comparison of experimental and theoretical radar backscatter intensities. Physics Letters A, Volume 33, Nr. 3, 1970, S. 181–182.

### Mitautor
- mit Erwin Fues: Zur Deutung der Schaefer-Bergmannschen Interferenzfiguren an schwingenden Kristallen. Physikalische Zeitschrift, 36, 1935, S. 214.
- mit Clemens Schaefer, Ludwig Bergmann: Optische Beugungserscheinungen an schwingenden Kristallen im reflektierten Licht. I. Experimenteller Teil, Sitzungsberichte der Preussischen Akademie der Wissenschaften, Akademie der Wissenschaften, 1936, S. 245.
- mit Kolodner und Fritz Reiche: Corrections for drag, lift, and moment of an axially symmetrical body placed in a supersonic tunnel having a two-dimensional pressure gradient. National Advisory Committee for Aeronautics, Washington, DC, United States, 1952.[31]
- mit L. Filler: Stability Analysis and Integration of the Viscous Equations of Motion. Mathematics of Computation, Vol. 15, No. 75, 1961, S. 261–274.
- mit R. W. Claassen: Diffusion of contamination from a source of finite extent. Journal of Applied Physics 37, 1966, S. 447.

### Militärische Berichte
- mit D. F. de Santo: Attempts at derivation of transition from laminar into turbulent flow along a flat plate. Air Force Office of Scientific Research, United States Air Force, 1960.
- Three-dimensional, analytical solutions to the problems of diffusion of wind-driven contamination. Technical Memorandum No. PMR-TM-66-4, Point Mugu, Pacific Missile Range, 1966.